# Іцхак Бен-Цві
Іцха́к Бен-Цві (івр. יצחק בן צבי; ім'я при народженні — Ісаак (Іцхак) Шимшелевич (їд. יצחק שמשלביץ'); 24 листопада 1884, Полтава, Російська імперія — 23 квітня 1963, Єрусалим, Ізраїль) — ізраїльський політичний та державний діяч, другий Президент Ізраїлю (1952—1963). Один з творців держави Ізраїль.
Депутат Кнесету (1949—1952). 

## Біографія
Народився в родині євреїв в м. Полтава.
Навчався у Київському (на природознавстві, 1901—1905) та Стамбульському (на юриспруденції, 1912—1914, не закінчив) університетах.
Бен-Цві  — один із засновників держави Ізраїль. 1904 року він відвідав Палестину та став засновником Поалей-Ціону — робітничого сіоністського руху. 1905 був засланий до Сибіру, звідки втік й 1907 поселився в Палестині, де разом з Давідом Бен-Ґуріоном  створив Гашомер — єврейську організацію самооборони. У цьому ж році він від партії Поалей-Ціон був делегований на Восьмий Сіоністський Конгрес, котрий відбувся в Гаазі, став одним із засновників військової організації Бар-Ґіора. 1910 разом з дружиною Рахель Янаїт заснував друкований орган соціалістичного руху Ахдут («Єдність»).
1912 разом з Бен-Гуріоном відбув до Туреччини. З початком І-ї Світової війни обидва були вислані турецькою владою з обвинуваченням у сіоністській діяльності. Депортовані разом з іншими сіоністськими лідерами до США, І. Бен-Цві та Д. Бен-Гуріон організували Єврейський легіон. В Палестину вони повернулися 1918 року й посіли чільні місця у керованій Великою Британією за мандатом Ліги Націй єврейській спільноті. 1944 І. Бен-Цві став президентом Єврейської національної ради.
14 травня 1948 Бен-Цві підписав Декларацію незалежності і був обраний членом тимчасової Державної ради Ізраїлю.
1949 — депутат Кнесету (парламенту).
8 грудня 1952 року Іцхак Бен-Цві обраний президентом Ізраїлю. Переобраний на цей пост в 1957 та 1962 роки.
Бен-Цві заснував Інститут для вивчення історії життя общин східних євреїв на Близькому та Середньому Сході (нині — Інститут Бен-Цві).
Автор книг «Зниклі й відроджені племена Ізраїлю» (1952), «Палестина під 400-літнім пануванням Османів» (1955) та інших.
Помер 23 квітня 1963 року в Єрусалимі. Похований на кладовищі Гар ха-Менухот.